# Soncourt-sur-Marne
Soncourt-sur-Marne är en kommun i departementet Haute-Marne i regionen Grand Est (tidigare regionen Champagne-Ardenne) i nordöstra Frankrike. Kommunen ligger i kantonen Vignory som tillhör arrondissementet Chaumont. År 2022 hade Soncourt-sur-Marne 330 invånare.

## Befolkningsutveckling
Antalet invånare i kommunen Soncourt-sur-Marne
| Referens: INSEE |